# 조 마워
조지프 패트릭 "조" 마워(Joseph Patirck "Joe" Mauer, 1983년 4월 19일 ~ )는 전 메이저 리그 베이스볼 미네소타 트윈스의 1루수이다.
마워는 많은 전문가들로부터 최고의 포수가 될 것이라는 평가를 받았었고, 특히 명예의 전당에 오른 칼 립켄 주니어는 그가 최고의 스윙을 가지고 있다며 칭찬하였다. 2006년 시즌에는 폭발적인 기량을 선보였는데, 그는 0.347의 타율로 아메리칸 리그 타격왕에 올랐고, 내셔널 리그를 합쳐 메이저 리그 통합 타격왕에 오르는 최초의 포수가 되었다. 2008년에는 처음으로 2번이나 타격왕을 거머쥔 아메리칸 리그의 포수가 되었다. 또한 그 해 골드글러브상을 처음으로 수상하였다. 2009년에는 또 처음으로 리그 최고 타율, 출루율, 장타율을 한 해에 모두 달성한 첫 포수가 되었다. 아메리칸 리그에서 1980년의 조지 브렛 이후로 처음이었다. 0.365의 타율을 기록했으며, 이는 메이저 리그의 역사에서 가장 높은 포수의 타율이다. 포수로써 최초로 3번째 타격왕과 2년 연속 타격왕을 거머지게 된 것이다. 또한 2년 연속으로 골드글러브상을 수상했으며, 총 1위 표인 28표 중 27표를 독식한 끝에 2009년 아메리칸 리그 MVP로 선정되었다.
2010년 3월 21일 마워는 미네소타 트윈스와 1억 8400만 달러에 이르는 8년 연장 계약에 합의하였다. 이 계약은 메이저 리그의 포수들 중 최고 연봉을 받게 되는 큰 계약이었다.
2014년부터 1루수로 전향하게 되었다.

## 연도별 타격 성적
| 연 도      | 소 속      | 경 기 | 타 석 | 타 수 | 득 점 | 안 타 | 2 루 타 | 3 루 타 | 홈 런 | 루 타 | 타 점 | 도 루 | 도 루 자 | 희 생 번 | 희 생 플 | 볼 넷 | 고 4 | 사 구 | 삼 진 | 병 살 타 | 타 율 | 출 루 율 | 장 타 율 | O P S |
| ---------- | ---------- | ----- | ----- | ----- | ----- | ----- | ------- | ------- | ----- | ----- | ----- | ----- | -------- | -------- | -------- | ----- | ---- | ----- | ----- | -------- | ----- | -------- | -------- | ----- |
| 2004년     | MIN        | 35    | 122   | 107   | 18    | 33    | 8       | 1       | 6     | 61    | 17    | 1     | 0        | 0        | 3        | 11    | 0    | 1     | 14    | 1        | .308  | .369     | .570     | .939  |
| 2005년     | MIN        | 131   | 554   | 489   | 61    | 144   | 26      | 2       | 9     | 201   | 55    | 13    | 1        | 0        | 3        | 61    | 12   | 1     | 64    | 9        | .294  | .372     | .411     | .783  |
| 2006년     | MIN        | 140   | 608   | 521   | 86    | 181   | 36      | 4       | 13    | 264   | 84    | 8     | 3        | 0        | 7        | 79    | 21   | 1     | 54    | 24       | .347  | .429     | .507     | .936  |
| 2007년     | MIN        | 109   | 471   | 406   | 62    | 119   | 27      | 3       | 7     | 173   | 60    | 7     | 1        | 2        | 3        | 57    | 10   | 3     | 51    | 11       | .293  | .382     | .426     | .808  |
| 2008년     | MIN        | 146   | 633   | 536   | 98    | 176   | 31      | 4       | 9     | 242   | 85    | 1     | 1        | 1        | 11       | 84    | 8    | 1     | 50    | 21       | .328  | .413     | .451     | .864  |
| 2009년     | MIN        | 138   | 606   | 523   | 94    | 191   | 30      | 1       | 28    | 307   | 96    | 4     | 1        | 0        | 5        | 76    | 14   | 2     | 63    | 13       | .365  | .444     | .587     | 1.031 |
| 2010년     | MIN        | 137   | 583   | 510   | 88    | 167   | 43      | 1       | 9     | 239   | 75    | 1     | 4        | 0        | 6        | 65    | 14   | 3     | 53    | 19       | .327  | .402     | .469     | .871  |
| 2011년     | MIN        | 82    | 333   | 296   | 38    | 85    | 15      | 0       | 3     | 109   | 30    | 0     | 0        | 0        | 2        | 32    | 7    | 3     | 38    | 9        | .287  | .360     | .338     | .729  |
| 2012년     | MIN        | 147   | 641   | 545   | 81    | 174   | 31      | 4       | 10    | 253   | 85    | 8     | 4        | 1        | 3        | 90    | 10   | 2     | 88    | 23       | .319  | .416     | .446     | .861  |
| 2013년     | MIN        | 113   | 508   | 445   | 62    | 144   | 35      | 0       | 11    | 212   | 47    | 0     | 1        | 0        | 2        | 61    | 7    | 0     | 89    | 7        | .324  | .404     | .476     | .880  |
| 2014년     | MIN        | 120   | 518   | 455   | 60    | 126   | 27      | 2       | 4     | 169   | 55    | 3     | 0        | 0        | 2        | 60    | 12   | 1     | 96    | 12       | .277  | .361     | .371     | .732  |
| 2015년     | MIN        | 158   | 666   | 592   | 69    | 157   | 34      | 2       | 10    | 225   | 66    | 2     | 1        | 1        | 5        | 67    | 12   | 1     | 112   | 22       | .265  | .338     | .380     | .718  |
| 통산：12년 | 통산：12년 | 1456  | 6244  | 5425  | 817   | 1697  | 343     | 24      | 119   | 2445  | 755   | 48    | 17       | 5        | 52       | 743   | 127  | 19    | 772   | 171      | .313  | .394     | .451     | .845  |

- 2015년 기준, 굵은 글씨는 시즌 최고 성적.